# Leininger Hof

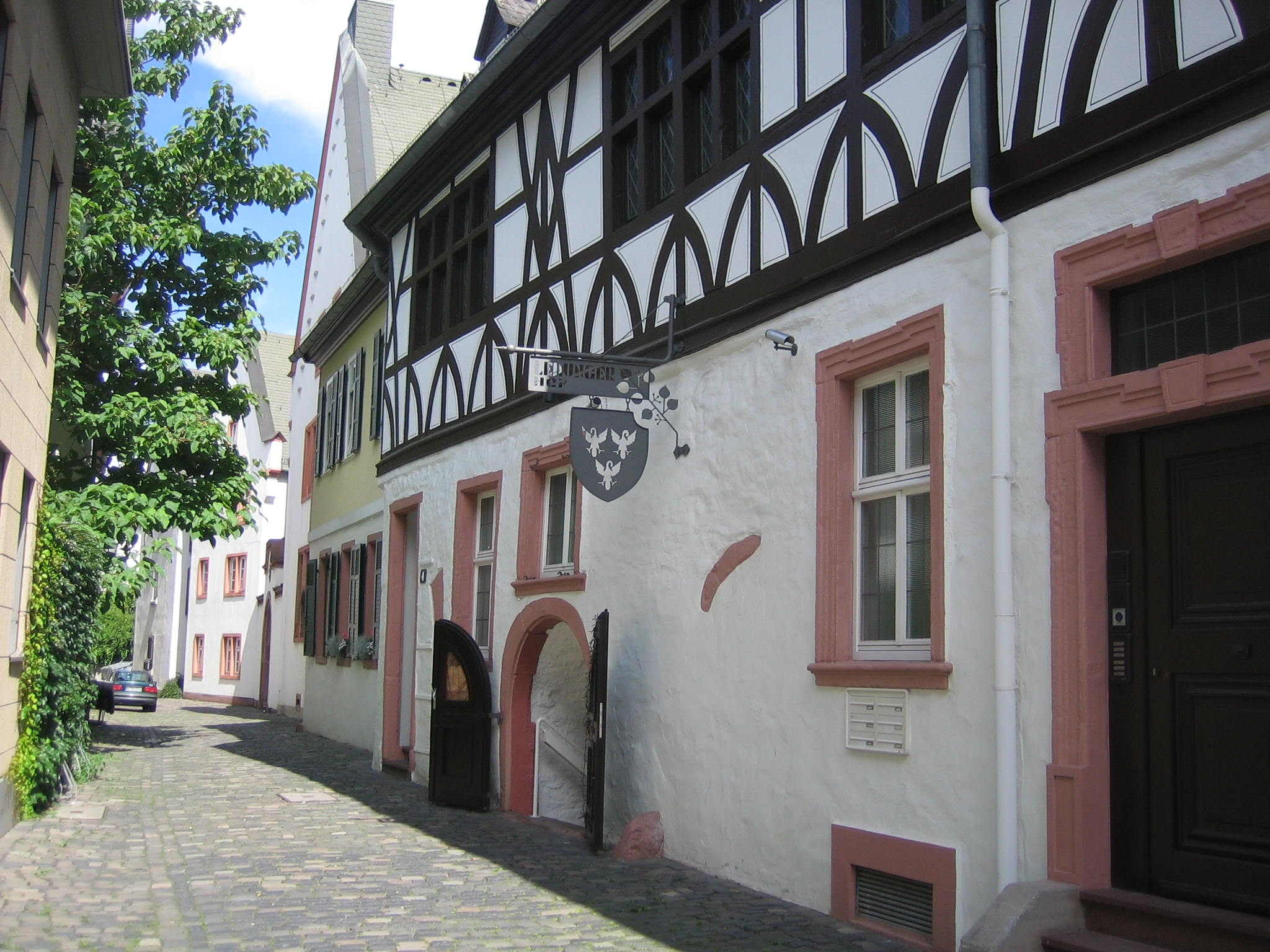
Der historische Leininger Hof

Der Leininger Hof in Mainz ist ein früherer Stadthof der Leininger Grafen. Das Gebäudeensemble steht unter Denkmalschutz.

## Lage

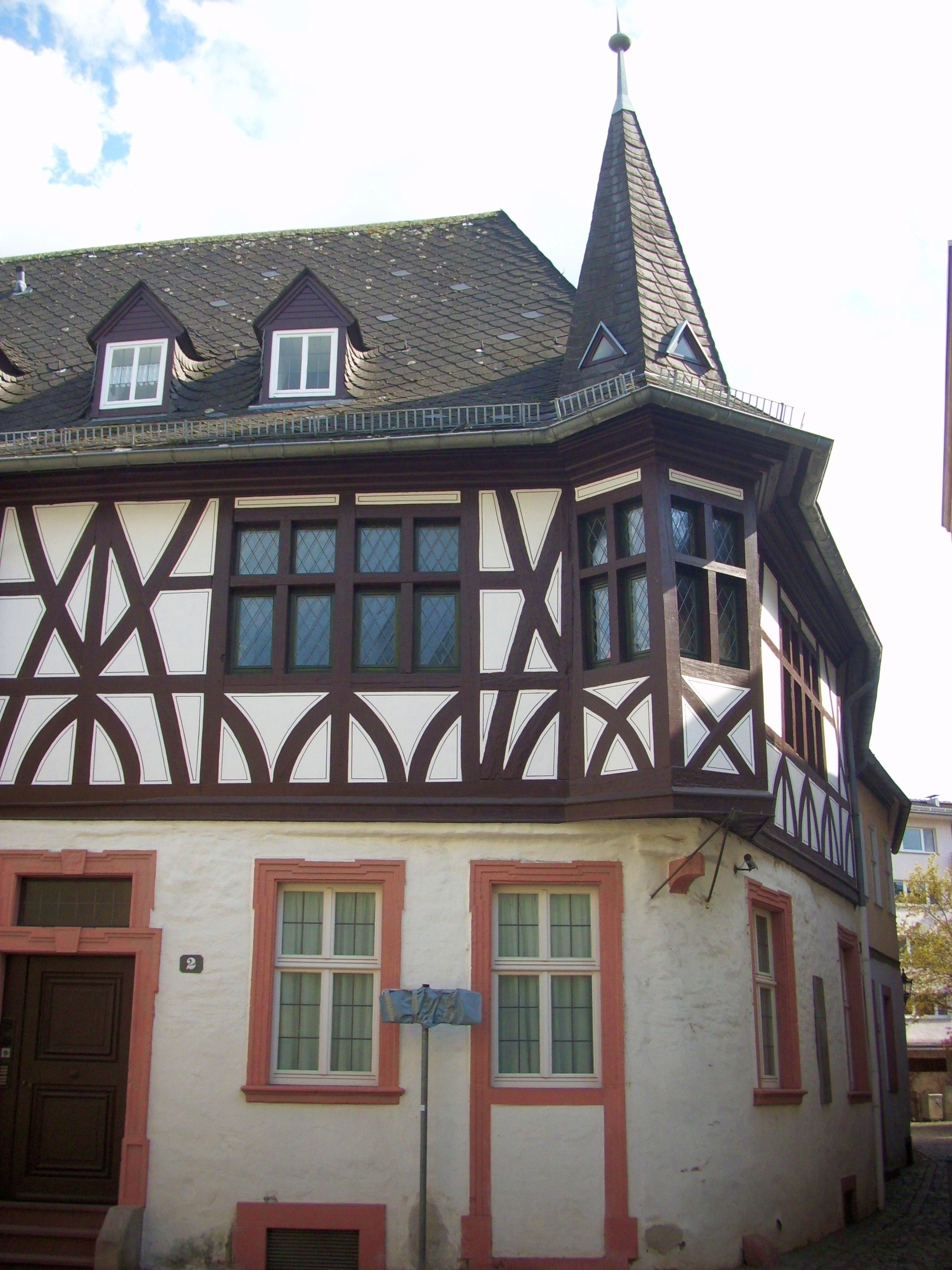
Ecke Kappelhofgasse zur Weintorstraße

Der Leininger Hof, Straßenanschrift Kappelhofgasse 2–4, liegt in der denkmalgeschützten südöstlichen Mainzer Altstadt mit der Nordwestfront zur Straße hin und befindet sich an der Ecke Kappelhofgasse/Weintorstraße.

## Gebäude
Aus der Gründungsphase haben keine Bauteile überdauert. Bei dem Gebäude handelt sich um eine über Eck angelegte langgestreckte Hofreite, in deren Untergeschoss sich noch Bauteile aus der Endphase des Spätmittelalters (um 1500) befinden. Die Gewände stammen sind aus der Epoche des Barocks 1730, im Fachwerkobergeschoss finden sich noch spätgotische Reste. Am barockisierenden Putzbau des Erdgeschosses befinden sich Eckständer. Über dem Kellerabgang befindet sich ein Zunftzeichen der Weinschröter. Ein schmiedeeisernes Wappenschild mit den drei Leininger Adlern des Stammwappens kennzeichnet das Ensemble.

## Geschichte
Das Anwesen wurde 1348 erstmals erwähnt, eine diesbezügliche Urkunde befindet sich im Mainzer Stadtarchiv. Im Laufe der Jahrhunderte hat der Leininger Hof eine wechselvolle Geschichte erlebt. Ob der Mainzer Bischof Gottfried von Leiningen am Ausbau des Hofes beteiligt war, kann nicht belegt werden. Die frühe Zeit ist aufgrund einer dürftigen Quellenlage, die vor allem durch die Wirren der Mainzer Stiftsfehde verursacht wurde, schlecht nachzuvollziehen. In der Stadtaufnahme von 1568 wird der Besitz der Familie von Walbrun zugeschrieben. Möglicherweise handelt es sich um die Herren von Wallbrunn, da Hans IV. von Wallbrunn seine Besitztümer im Jahrhundert zuvor stark ausdehnte.
Das Anwesen wurde bereits im 17. Jahrhundert zeitweise gastronomisch als Bierhaus Zum Leininger genutzt. Teile des Gebäudes wurden Mitte des 19. Jahrhunderts in eine Schlosserwerkstatt umgebaut. In den 1920er Jahren war das Gebäudeensemble Sitz der Sauerkraut- und Gurkenkonservenfabrik Georg Freyd. Seit 1978 befindet sich der Leininger Hof in Privatbesitz und wird heute privat bewohnt. Von 2018 bis 2023 war im Leininger Hof die „Gutenbergburg“ der Mainzer Schlaraffia ansässig.